# طرح و نقشه فرش پاکستان
فرشبافی پاکستان پس از جنگ جهانی دوم و کسب استقلال در سال ۱۹۴۷میلادی با برنامه‌ریزی و مطالعات کافی رو به رشد می‌گذراند، تا این زمان قالی بافی این کشور تحت تأثیر قالی بافی هند بوده‌است، بعبارت دیگر آنچه که هندی‌ها از ایران و دیگر کشورها اقتباس می‌کردند در فرشبافی پاکستان نیز اعمال می‌شد، دولت مستقل پاکستان در دوره جدید با تأسیس سازمان‌ها و کارگاه‌های تولیدی متخصص و تولید کنندگان فرش دستباف را گرد هم آورده و با پرداخت یارانه تولید موجبات احیای مجدد حرفه‌ای که رو به انحطاط گزارده بود را فراهم می‌آورد. از جمله کارهای حمایتی این بود که بافندگان با تجربه را با امتیازاتی ویژه از هند و ترکمنستان به کشور فراخوانده و در شهرهایی مثل کراچی و لاهور و اسلام‌آباد در کارگاه‌های تازه تأسیس به کار می‌گمارند.
از سال ۱۹۶۰ میلادی به منظور تولید بیشتر و توسعه صادرات و امور بازرگانی فرش با تمهیداتی ویژه به عمل می‌آورند، از قبیل معافیت از مالیات و بهره‌مندی از کمک‌های مالی دولتی و شرایط مناسبی را برای ترویج فرشبافی کشور به وجود می‌آورند، یکی دیگر از اقدامات مؤثر دولت این بوده که برای برخی از بافندگان که علاقه به اشتغال در مراکز کارگاهی متمرکز نداشتند، مساعدت می‌نمود تا این قبیل افراد کارگاه‌های شخصی و خانگی را راه‌اندازی کنند برای تشویق و ترغیب با انعقاد قرار دادهای مقاطعه کاری به آن‌ها کمک می‌کرد تا بر ابزار تولید تملک داشته باشند با این روش شخص، مالک ابزار کار و حاصل تولید می‌شد، با اعمال این روش‌ها یعنی استخدام نیروی کار ثابت در کارگاه‌ها و کمک‌های مالی برای تولیدات خانگی، شرایط مناسبی فراهم شد تا صادرات فرش این کشور بسرعت افزایش یابد.
مواد اولیه فرشهای پاکستانی ابریشم، پشم ونخ پنبه‌ای است که با گره نا متقارن به صورت دو پوده و با رجشمار بالا (ریز بافت) در قیاس با فرشهای هندی بافته می‌شوند.
در گذشته‌ای نه چندان دور، طرح‌های قالی این کشور اقتباسی از الگوهای ترکمن (بخارا) بود، اما امروزه بیشتر از طرح‌های ایرانی اقتباس می‌شود. تولید قالی در شهرهای لاهور، کراچی، حیدر آباد و پیشاور متمرکز است.
فرش‌های پاکستان از نظر طرح و نقشه دو دسته‌اند: دسته اول فرشهایی هستند که با طرح‌ها و نقشه‌های ترکمنی بنام گل بخارا و همچنین نقشه‌های شکسته وهندسی ساده بافته می‌شوند که با طرح‌های دیگر کشورها مثل ایران و ترکیه و هند تولید می‌شوند و معمولاً بنام موری بخارایی، موری کاشان، موری اصفهان و ... شهرت دارند.
به‌طور کلی طرح هاییکه در فرشبافی پاکستان رواج دارند عبارتند از: نقشه بخارایی ترکمن، نقشه‌های بلوچی، نقشه‌های روستایی، نقشه‌های آناتولی یا ترکیه‌ای، نقشه‌ای هندی و نقشه‌های ایرانی از قبیل انواع لچک و ترنج، طرح‌های افشان شاه عباسی، نقشه‌های درختی، شکارگاه جانوری و نقشه‌های محرابی و ...

## منایع
1. ↑  استون، پیتراف (۱۳۹۱). فرهنگ فرشنامه شرق. مؤسسه انتشاراتیجمال هنر. ص. ۷۴.
2. ↑  وکیلی، ابوالفضل. شناخت طرح‌ها و نقشها ی فرش ایران و جهان. ص. ۱۸۱.

- استون، پیتراف (۱۳۹۱). فرهنگ فرشنامه شرق. مؤسسه انتشاراتیجمال هنر. ص. ۷۴.
- وکیلی، ابوالفضل. شناخت طرح‌ها و نقشها ی فرش ایران و جهان. ص. ۱۸۱.